# Chiovendaea
Chiovendaea là một chi thực vật có hoa trong họ Đậu.